# Jakob Henrichmann
Jakob Henrichmann oder Heinrichmann (auch Hainrichmann; * um 1482 in Sindelfingen; † 28. Juni 1561 in Augsburg) war ein deutscher Humanist, Jurist und römisch-katholischer Geistlicher.

## Leben
Henrichmanns Jugend liegt im Dunkeln. Zu seinen Lehrern gehörte jedenfalls Heinrich Bebel, der einen großen Einfluss auf ihn ausübte. Er soll zusammen mit Bebel als einer der Ersten im deutschen Raum um die Verwendung einer besseren lateinischen Grammatik bemüht gewesen sein.  Am 4. November 1497 wurde er an der Universität Tübingen eingeschrieben. Er studierte die Rechtswissenschaft und die Philosophie und erlangte am 24. Juni 1502 den Magistergrad. Unklar ist, ob er dort auch noch zum Dr. phil. promoviert wurde. Er lehrte von 1502 bis 1506 an der Tübinger Universität Rechtswissenschaft und die lateinische Sprache. Er soll zudem an der Universität Ingolstadt studiert haben, an der er sich zumindest einen Dr. iur. utr. erwarb.
Henrichmann trat 1514 als Rat in den Dienst des Augsburger Bischofs Heinrich IV. von Lichtenau. Im selben Jahr soll er auch Kanoniker am Domkapitel des Augsburger Domes geworden sein. Von 1518 bis 1534 trat er zudem als Richter am Bundesgericht des Schwäbischen Bundes in Erscheinung, das in Augsburg seinen Sitz hatte. 1519 wurde er auch Kanoniker bei St. Moritz in Augsburg. Von 1520 bis 1558, als er sich mit dem Bischof überwarf, war er Generalvikar unter den Bischöfen Christoph von Stadion und Otto Kardinal von Augsburg. In dieser Position war er 1537 am Gegenschreiben nach der vom Rat beschlossenen Vertreibung der katholischen Geistlichkeit aus Augsburg beteiligt und vertrat 1549 das Bistum auf der Provinzialsynode in Mainz.
Henrichmann hatte daneben diverse Pfarrämter inne. Von 1521 bis 1541 oder bis zu seinem Tod, war er Pfarrer von Zusmarshausen und bis 1533 ebenfalls in Altstädten bei Sonthofen. Außerdem war er Propst von Kloster Wiesensteig, das ab 1555 evangelisch war. Er stiftete 1000 Gulden für arme Jungfrauen in Dillingen an der Donau. Epitaphien finden sich sowohl im Kreuzgang des Augsburger Domes als auch in Zusmarshausen.

## Publikationen (Auswahl)
- Grammatica Institutiones, Druck bei Thomas Anshelm, Pforzheim 1506.
- Prognostica alioquin barbare practica nuncupata latinitate donata, Druck bei Hans Grüninger, Straßburg 1508.
- Consilia sive Responsa Iuris, 4 Bände, Villerus, Dillingen an der Donau 1566.